# Mariakapel (Honthem)

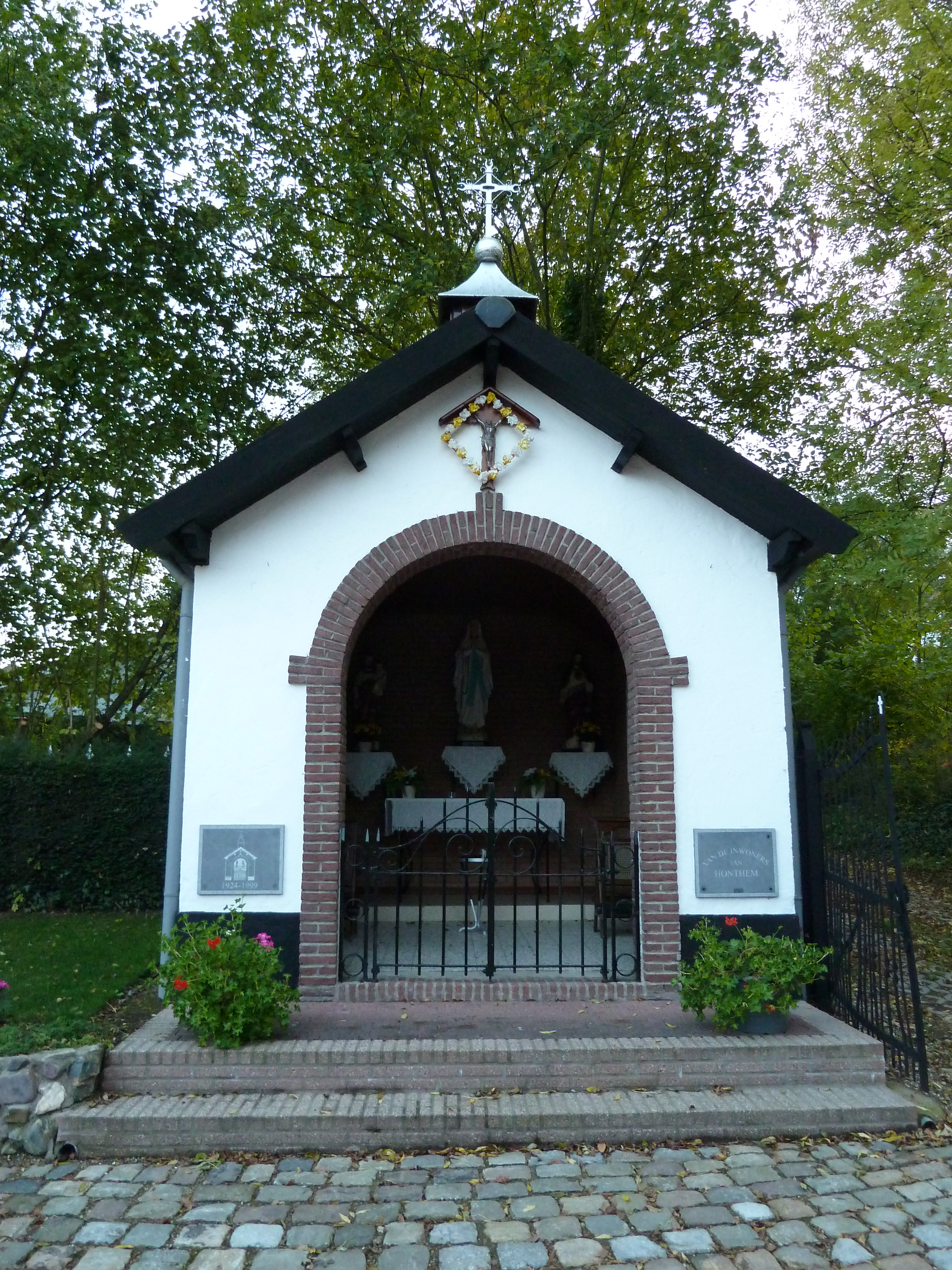
De Mariakapel van

De Mariakapel is een wegkapel in Honthem in de Nederlands Zuid-Limburgse gemeente Eijsden-Margraten. De kapel staat midden in de plaats aan de kruising van de wegen Honthem en Honthemerweg, de kruising met wegen richting Eckelrade, Cadier en Keer, Margraten en Bruisterbosch-Banholt.
De kapel is gewijd aan Maria, specifiek Onze-Lieve-Vrouw van Lourdes.

## Geschiedenis
In 1924 werd de kapel gebouwd op initiatief van buurtbewoners. Eens in de zoveel tijd kwam de bronkprocessie vanuit Cadier en Keer naar de buurt en moesten de lokale inwoners steeds een rustaltaar oprichten. Door een kapel kreeg de buurtschap een permanent altaar en was het voor de processie oprichten van een altaar niet meer nodig. Het Mariabeeld werd door een inwoner uit Blankenberg uit Lourdes meegenomen en geschonken en het beeld van Sint-Jozef met kindje Jezus werd geschonken door de zusters uit Eckelrade.
Op 13 september 1944 tijdens de Tweede Wereldoorlog raakte de kapel beschadigd door beschietingen van de Amerikaanse bevrijders.
Door de jaren raakte de kapel in verval, totdat in 1999 de buurtbewoners de kapel herstelden.

## Bouwwerk

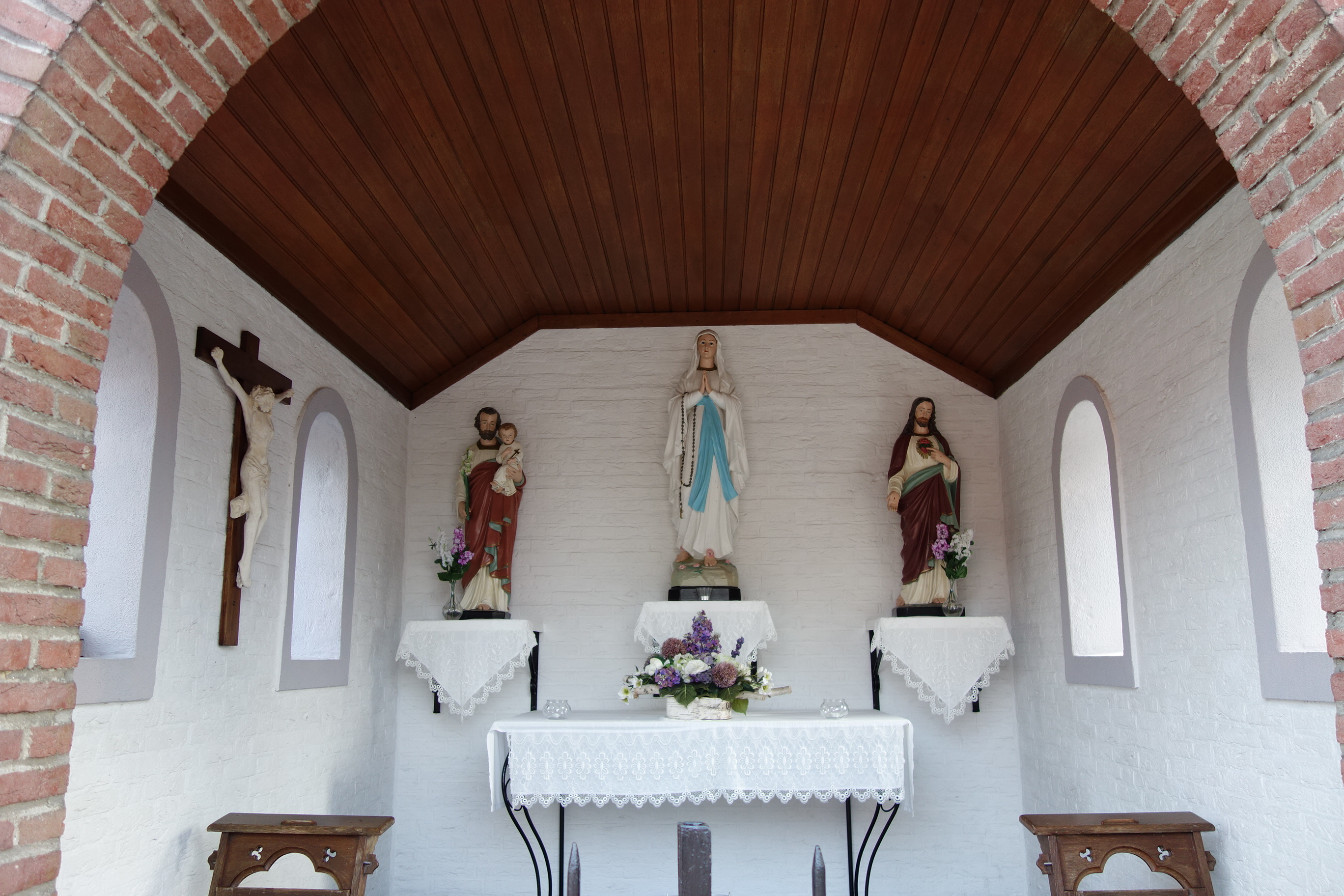
Interieur van de Mariakapel

De wit gepleisterde open kapel is opgetrokken op een rechthoekig plattegrond en wordt gedekt door een zadeldak van pannen. Op de nok van het dak is iets achter de frontgevel een dakruiter geplaatst. De zijgevels zijn beide voorzien van elk twee rondboogvensters die omlijst worden door rode bakstenen. De frontgevel bevat een rondboogvormige toegang omlijst door rode bakstenen die afgesloten wordt met een laag ijzeren hek. Op drie plekken in de rondboog heeft men de baksteenlijst verbreed, waardoor negblokken en een sluitsteen gesuggereerd worden. Boven de toegangsboog heeft men een wegkruis opgehangen en links en rechts van de toegangsboog is een plaquette aangebracht die herinnert aan de renovatie van 1999 met de teksten 1924-1999 en van de inwoners van Honthem.
Van binnen is de kapel uitgevoerd in rode bakstenen en zijn de vensteromlijstingen wit gepleisterd. Het plafond is bekleed met hout en heeft twee keer een knik. Tegen de achterwand is een altaartafel geplaatst. Aan de achterwand hangen drie consoles, waarvan de middelste het beeld van een biddende Maria draagt, de linker een beeld van Sint-Jozef met het kindje Jezus en de rechter console een Heilig Hartbeeld.